# Acid sinapinic
Acidul sinapinic sau sinapic este un acid hidroxicinamic natural. Este utilizat frecvent ca matrice în spectrometria de masă MALDI. Derivatul său ester cu colina este un compus aminic natural și are numele de sinapină.
Se găsește în vin și oțet.